# Calvin Johnson

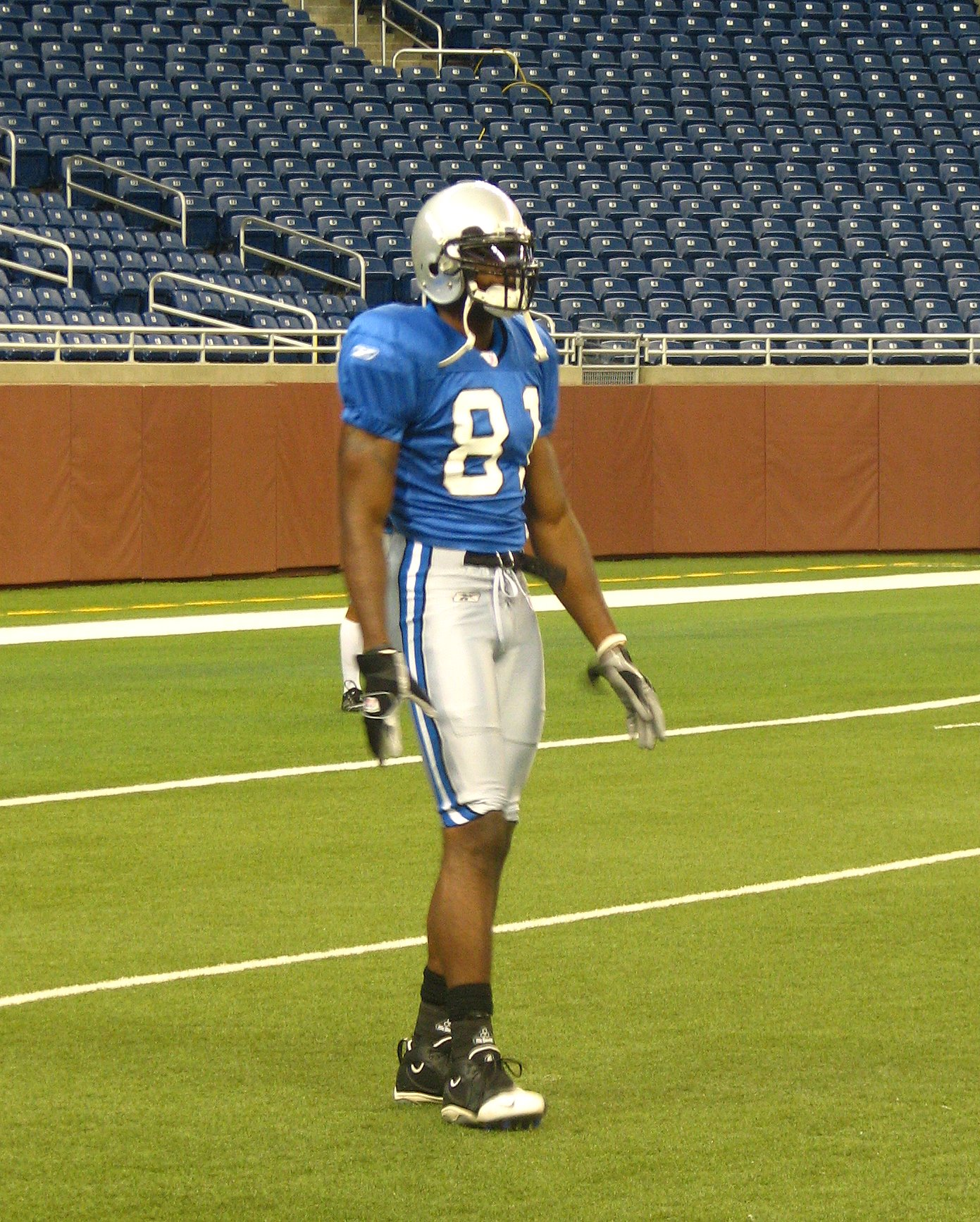
Calvin Johnson

Calvin Johnson (Newnan, Georgia, 1985. szeptember 29. –) amerikai amerikaifutball-játékos, wide receiver.
A draft előtt a Georgia Tech egyetemen játszott. A 40 yardot 4.35 másodperc alatt futotta le. 2007-ben jelenlegi csapata a Detroit Lions draftolta, az 1. kör 2. helyén. A 2007-es szezont 48 elkapással, 756 elkapott yarddal és 4 touchdownnal zárta, leghosszabb elkapása 49 yardos volt. A 2008-as szezonban pedig volt 78 elkapása, 1331 elkapott yardja és 12 touchdownja. Ekkor a leghosszabb elkapása 96 yardos volt.